# Elachiptera nigriceps
Elachiptera nigriceps är en tvåvingeart som först beskrevs av Friedrich Hermann Loew 1863.  Elachiptera nigriceps ingår i släktet Elachiptera och familjen fritflugor. Inga underarter finns listade i Catalogue of Life.